# Nematographium hippotrichoides
Nematographium hippotrichoides är en svampart som först beskrevs av Lind, och fick sitt nu gällande namn av Goid. 1935. Nematographium hippotrichoides ingår i släktet Nematographium, divisionen sporsäcksvampar och riket svampar.   Inga underarter finns listade i Catalogue of Life.